# Pterolophia ovatula
Pterolophia ovatula là một loài bọ cánh cứng trong họ Cerambycidae.